# 1957年非洲國家盃
1957年非洲國家盃為第 1 屆非洲國家盃，由蘇丹主辦。只有 3 支球隊參加，埃及、蘇丹和埃塞俄比亞。

## 概述
南非本來參加這年非洲國家盃，但由於種族隔離政策，被取消資格，埃塞俄比亞自動晋級決賽。
而在另一場半決賽中，在喀土穆的喀土穆體育場，埃及2-1擊敗東道主蘇丹。
埃及最後4-0擊敗埃塞俄比亞，所有四個進球均由阿德·迪巴射入，並以5個進球成為該屆賽事最佳射手，該屆賽事兩場比賽共有7個入球。

## 比赛场馆
| 喀土穆            | 喀土穆 1957年非洲国家杯（苏丹） |
| 喀土穆体育场      | 喀土穆 1957年非洲国家杯（苏丹） |
| 容纳人数： 30,000 | 喀土穆 1957年非洲国家杯（苏丹） |
|                   | 喀土穆 1957年非洲国家杯（苏丹） |

## 參賽球隊
- 苏丹 (主辦)
- 埃及
- 衣索比亞
- 南非 (被取消資格)

## 賽事

### 準決賽
| 1957年2月10日 |

| 苏丹            | 1–2  | 埃及                           |
| --------------- | ---- | ------------------------------ |
| 阿尔·巴希尔 58' | 报告 | 阿特亚 21'（） · 阿德·迪巴 72' |

| 喀土穆體育場, 喀土穆 觀眾人數：30,000 ：格贝耶胡·杜贝 (埃塞俄比亞) |

衣索比亞直接晉級

### 決賽
| 1957年2月16日 |

| 埃及                       | 4–0  | 衣索比亞 |
| -------------------------- | ---- | -------- |
| 阿德·迪巴 2', 7', 68', 89' | 报告 |          |

| 喀土穆體育場, 喀土穆 觀眾人數：30,000 ：穆罕默德·尤塞夫 (蘇丹) |

## 射手榜
5球
- 阿德·迪巴

1球
- 拉法特·阿特亚
- 博莱·巴希尔

## 外部連結
维基共享资源上的相關多媒體資源：1957 African Cup of Nations